# Pachycerosia bipuncta
Pachycerosia bipuncta là một loài bướm đêm thuộc phân họ Arctiinae, họ Erebidae.